# Joan de Talaia
Joan d'Alexandria, Joan de Talaia, Joan de Talaida o Joan Tabennisiota (grec antic: Ἰωάννης Ταβεννισιώτης) fou patriarca d'Alexandria. El seu nom, Tabennisiota, deriva del monestir de Tabenna, proper a Alexandria. També se l'anomena Joan l'Ecònom (grec antic: Ἰωάννης οἰκόνομος) o Joan el Prevere, pels càrrecs que va desenvolupar.
Quan era un clergue de grau mitjà, vers 478-480, fou enviat en missió a l'emperador Zenó, delegat pels alexandrins per tal de demanar que, en cas de quedar vacant el patriarcat, que llavors ocupava Timoteu Salofaciol, partidari de les doctrines calcedonianes, donés permís perquè el successor fos elegit pel clergat i els laics de la ciutat. Segons Zacaries Retòric, que esmenta com a font Evagri d'Epifania, Joan fou descobert intrigant per tal d'obtenir el càrrec per a ell mateix, potser en connexió amb Il·los, de qui va cultivar l'amistat.
Aquests circumstàncies van despertar les aprensions de l'emperador que tot i així va concedir el dret d'elecció als alexandrins, però va comprometre Joan a no demanar el nomenament per a si mateix. Poc després de la seva tornada Timoteu va morir (481) i Joan fou escollit successor, però l'emperador va obligar a destituir-lo, segons Lliberat per pressions del patriarca Acaci de Constantinoble, i segons Zacaries Retòric (que esmenta com a font Evagri) per haver obtingut la seu mitjançant suborns; la causa probable fou el compromís adquirit, combinat amb la seva amistat amb Il·los, que llavors era sospitós a l'emperador, si és que no estava ja en rebel·lió, tot i que sembla que no fou fins vers el 483 que es rebelà.
Joan es va retirar amb Il·los, que llavors era a Antioquia com a general en cap dels exèrcits orientals, i per influència del general va obtenir una carta de recomanació del patriarca d'Antioquia pel papa Simplici I, i va anar a Roma a pledejar per la seva causa. Simplici, sempre desconfiat dels patriarques de Constantinoble, va agafar el partit de Joan contra Acaci i Zenó. Acaci es va defensar al·legant que Joan havia estat deposat per perjuri i per cap altra raó. Ni el papa Simplici, ni el seu successor Fèlix III no van aconseguir la restauració de Joan. Fèlix li va donar finalment el bisbat de Nola, a Campània, on va viure força anys i va morir en data desconeguda.
Va escriure: Πρὸς Γελάσιον τὸν ?ώμης ἀπολογία, Ad Gelasium Papam apologia, un escrit contra els pelagians, que no es conserva.